# روبرت تابيرت
روبرت جيرارد تابيرت (بالإنجليزية: Robert Gerard Tapert)‏ هو منتج وكاتب ومخرج سينمائي وتلفزيوني أمريكي. ولد يوم 4 مايو 1955 في رويال أوك في الولايات المتحدة.اشتهر بمشاركته في إنشاء المسلسل التلفزيوني زينا: الأميرة المحاربة.

## روابط خارجية
- روبرت تابيرت على موقع IMDb (الإنجليزية)
- روبرت تابيرت على موقع ألو سيني (الفرنسية)
- روبرت تابيرت على موقع أول موفي (الإنجليزية)
- روبرت تابيرت على موقع قاعدة بيانات الأفلام السويدية (السويدية)
- روبرت تابيرت على موقع قاعدة بيانات الفيلم (الإنجليزية)
- روبرت تابيرت على موقع كينوبويسك (الروسية)